# Puchevillers
Puchevillers è un comune francese di 561 abitanti situato nel dipartimento della Somme nella regione dell'Alta Francia.

## Storia

### Simboli
Baudoin de Puchevillers fu signore del luogo nel XIII secolo e il suo sigillo è conservato negli Archivi dipartimentali della Somme su cui appare il suo stemma raffigurante cinque losanghe disposte in banda, accompagnate da una rotella di sperone di cinque punte; gli smalti non sono noti. Il fiore di papavero simboleggia i soldati inglesi che combatterono durante la Grande Guerra, nella Communauté de communes du Pays du Coquelicot che fu il centro del territorio ove ebbe luogo la battaglia della Somme. I leoni probabilmente derivano dall'emblema della Piccardia.

## Società

### Evoluzione demografica
Abitanti censiti